# Findel (závodní okruh)
Neudorf Findel, zkráceně Findel byl automobilový závodní okruh v obci Findel, poblíž hlavního města Lucemburk v Lucembursku.
Městský okruh pořádal v roce 1939 výroční Grand Prix du Centenaire na památku Londýnské smlouvy z roku 1839, která de iure uznala odtržení Lucemburska od Belgie a stanovení hranic. A mezi lety 1949 až 1952 se zde jela Grand Prix Lucemburska.
Okruh je nyní využíván jako silnice.

## Trať od roku 1949
- Délka okruhu 3 765 m
- Rekord v kvalifikaci – 1:47.0 Don Parker/1952
- Rekord v závodě – 1:47.0 Don Parker/1952

| Rok       | Jezdec              | Konstruktér | Výsledky  |
| --------- | ------------------- | ----------- | --------- |
| 1939      | Jean-Pierre Wimille | Bugatti     | Výsledky  |
| 1940–1948 | Nejelo se           | Nejelo se   | Nejelo se |
| 1949      | Luigi Villoresi     | Ferrari     | Výsledky  |
| 1950      | Alberto Ascari      | Ferrari     | Výsledky  |
| 1951      | Alan Brown          | Cooper      | Výsledky  |
| 1952      | Les Leston          | Cooper      | Výsledky  |